# Ferenc Gräser

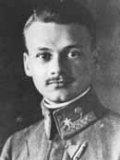
Ferenc Gräser

Ferenc Gräser, auch Franz Gräser (* 18. Oktober 1892 in Nyírmada, Österreich-Ungarn; † 17. Mai 1918 bei Treviso, Italien) war ein ungarischer Pilot und Jagdflieger der k.u.k. Luftfahrtruppen im Ersten Weltkrieg.

## Leben
Als der Erste Weltkrieg ausbrach, war Gräser Student an der Technischen Universität Budapest. Den Krieg begann Gräser im Oktober 1914 im Infanterieregiment 72, wechselte aber nach der Ausbildung an die Reserveoffiziersschule in Esztergom. Nachdem er die Schule im Juli 1915 erfolgreich absolviert hatte, diente er bis Juli 1916 an der Ostfront. Im folgenden August meldete er sich freiwillig zu den Luftfahrttruppen und wurde in Wiener Neustadt als Beobachter ausgebildet.
Zunächst war er Beobachter in der Fliegerkompanie Flik 2, wurde jedoch schon bald Flik 32 zugewiesen. Hier erhielt er von einem anderen Piloten Flugunterricht und flog ab September 1917 Aufklärungseinsätze als Pilot. Beide Einheiten waren wie seine nächste Einheit an der Isonzofront stationiert. Ab Oktober 1917 flog er in der Jagdfliegerkompanie Flik 42J von Prosecco aus Jagdeinsitzer vom Typ Albatros (Oeffag) D.III. In der Schlacht von Karfreit erzielte er mehrere Luftsiege.
Seine letzte Einheit war ab Januar 1918 die Jagdfliegerkompanie Flik 61J unter Ernst Strohschneider bei Motta di Livenza. Am 17. Mai eskortierte er ein Flugzeug der Photoaufklärerkompanie Flik 12P als er von italienischen Jagdflugzeugen über Treviso angegriffen und abgeschossen wurde. Der Abschuss wurde Sergente Maggiore Antonio Chiri von der 78. Jagdfliegerstaffel zugesprochen.